# Novato (Kalifornija)
Novato je grad u američkoj saveznoj državi Kalifornija. Prema popisu stanovništva iz 2010. u njemu je živjelo 51.904 stanovnika.